# 다산초등학교 노곡분교
다산초등학교 노곡분교는 경상북도 고령군 다산면 노곡리 710-1에 있었던 공립 초등학교이다.

## 연혁
- 1967년 3월 8일 노곡국민학교로 개교
- 1990년 3월 1일 다산국민학교 노곡분교장으로 격하
- 1996년 3월 1일 다산초등학교 노곡분교로 개칭
- 2009년 2월 28일 폐교